# ستيفانو فارينا
ستيفانو فارينا (بالإيطالية: Stefano Farina)‏ هو حكم كرة قدم إيطالي، ولد في 19 سبتمبر 1962 في أوفادا في إيطاليا، وتوفي في 23 مايو 2017 في جنوة في إيطاليا بسبب نوبة قلبية.

## وصلات خارجية
- ستيفانو فارينا على موقع Soccerway.com (الإنجليزية)
- ستيفانو فارينا على موقع IMDb (الإنجليزية)